# Tigres del Marianao
Los Tigres de Marianao fue un equipo de béisbol profesional de Cuba fundado en 1922. Participó desde entonces en la Liga Cubana de Béisbol hasta su disolución en 1961. Tenían su base en el Estadio La Tropical de Marianao, La Habana. Su uniforme era de color naranja.
Durante su primera temporada en el béisbol cubano en la 1922-1923, lograron su primer título. El equipo fue fundado aparentemente bajo el nombre Los Elefantes de Marianao y vestían de color gris pero en 1947 el equipo fue comprado por lo que se cambió el nombre a Tigres de Marianao. En la década de 1930 la gente le pusieron el mote "Monjes Grises". Fueron campeones de la Serie del Caribe en dos oportunidades, 1957 y 1958.

## Títulos
- 1922/23
- 1936/37
- 1956/57
- 1957/58